# Tabla de senos de Āryabhaṭa

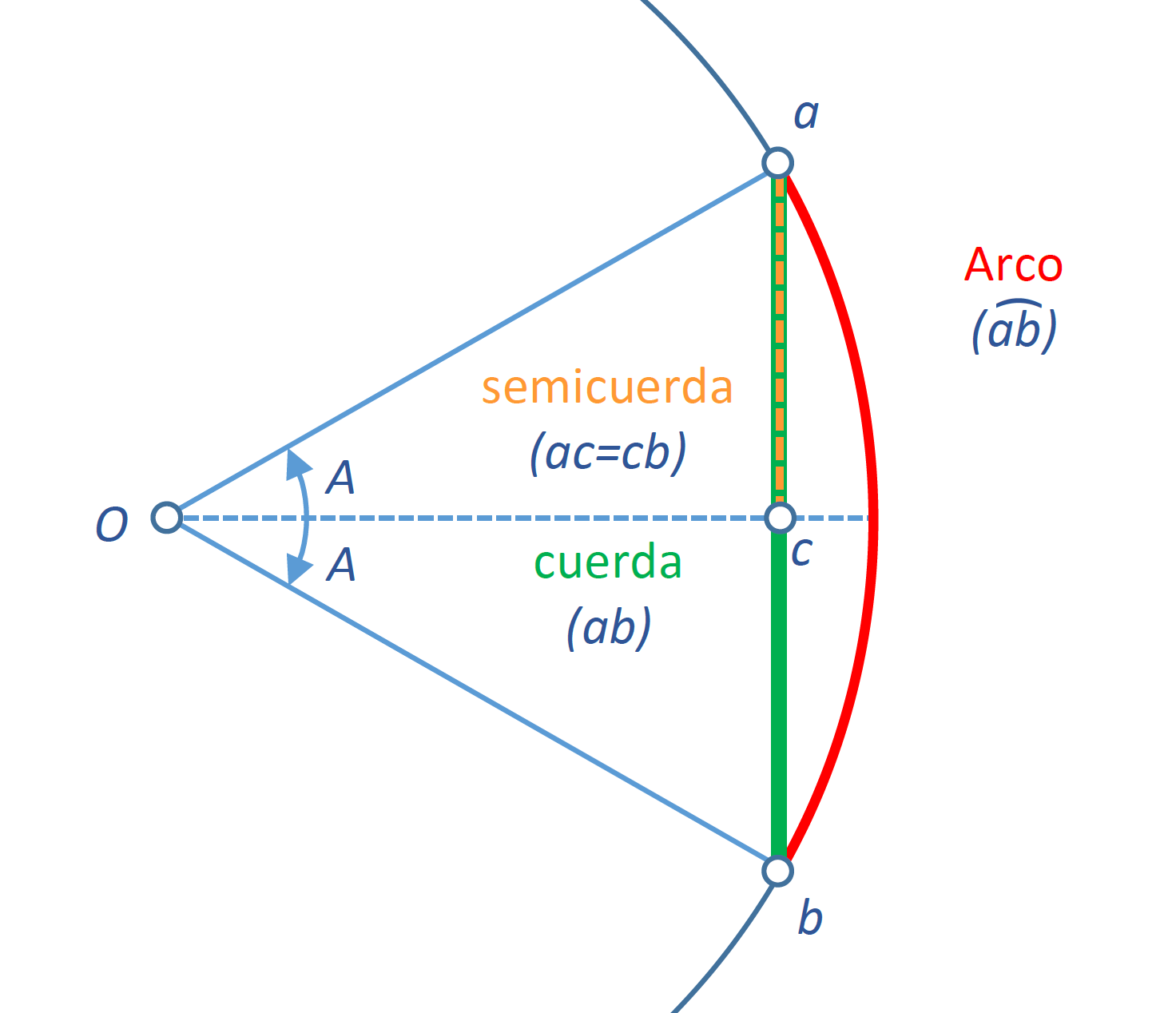
Arco, cuerda y semicuerda del ángulo 2A en una circunferencia. La semicuerda de 2A coincide con el seno de A

El Āryabhaṭīya, un tratado astronómico compuesto por el matemático y astrónomo indio del siglo V Aryabhata (476-550), contiene una lista de valores relacionados con el cálculo de las semicuerdas de cierto conjunto de arcos de un círculo. No es una tabla en el sentido moderno de una tabla matemática, es decir, no es un conjunto de números dispuestos en filas y columnas.
La tabla de Āryabhaṭa tampoco es un conjunto de valores de la función trigonométrica seno en un sentido convencional; es una tabla de las primeras diferencias de los valores de los senos trigonométricos expresados en minutos de arco, y debido a esto, la tabla también se conoce como la tabla de diferencias senoidales de Āryabhaṭa.
Fue la primera tabla de senos jamás construida en la historia de las matemáticas. Las tablas ahora perdidas de Hiparco (c.190-c.120 a. C.) y Menelao (c.70-140); y las de Ptolomeo (c. 90-c.168) eran todas tablas de cuerdas y no de medias cuerdas, equiparables al seno de un arco dado. La tabla de Āryabhaṭa permaneció como la tabla de senos de referencia en la antigua India, realizándose a lo largo de casi más de mil años numerosos intentos para superar su precisión. Estos esfuerzos culminaron finalmente con el descubrimiento de las expansiones en series de potencias (las series de Madhava) de las funciones seno y coseno, realizado por Madhava de Sangamagrama (c.1350 - c.1425), el fundador de la escuela de astronomía y matemáticas de Kerala; y con el cálculo consiguiente de la tabla de senos de Madhava, con valores precisos de siete u ocho decimales. 
Algunos historiadores de las matemáticas han argumentado que la tabla de senos que figura en el Āryabhaṭiya fue una adaptación de tablas anteriores construidas por matemáticos y astrónomos de la antigua Grecia. David Pingree, uno de los principales historiadores de las ciencias exactas en la antigüedad, fue un exponente de tal punto de vista. Suponiendo esta hipótesis, G. J. Toomer escribió: "Casi no existe documentación para determinar la llegada más temprana de los modelos astronómicos griegos a la India, o para el caso, cómo se habrían visto esos modelos. Por lo tanto, es muy difícil determinar en qué medida lo que nos ha llegado representa el conocimiento transmitido y lo que es original de los científicos indios ... La verdad es probablemente una mezcla enredada de ambos".

## La tabla

### La tabla original
El párrafo del Āryabhaṭiya que describe la tabla del seno se reproduce a continuación: 
 मखि भखि फखि धखि णखि ञखि ङखि हस्झ स्ककि किष्ग श्घकि किघ्व |

 घ्लकि किग्र हक्य धकि किच स्ग झश ङ्व क्ल प्त फ छ कला-अर्ध-ज्यास् ||

### En notación moderna
Los valores codificados en el verso sánscrito de Āryabhaṭa se pueden decodificar utilizando el esquema numérico explicado en el Āryabhaṭīya, y los números decodificados se enumeran en la tabla que figura a continuación. En la tabla, las medidas de ángulo relevantes para la tabla seno de Āryabhaṭa se enumeran en la segunda columna. La tercera columna contiene la lista de los números contenidos en el verso sánscrito dado anteriormente en la escritura Devanagari. Para comodidad de los usuarios que no pueden leer Devanagari, estas palabras numerales se reproducen en la cuarta columna, con la transliteración ISO 15919. La siguiente columna contiene estos números en el sistema arábigo. Los números de Āryabhaṭa son las primeras diferencias de los valores de los senos. El valor correspondiente del seno (o más precisamente, de jya) puede obtenerse sumando las diferencias hasta esa diferencia. Así, el valor de jya correspondiente a 18° 45 ′ es la suma 225 + 224 + 222 + 219 + 215 = 1105. Para evaluar la precisión de los cálculos de Āryabhaṭa, los valores modernos de jya se dan en la última columna de la tabla. 
En la tradición matemática india, el seno (o jya) de un ángulo no es una relación de números. Es la longitud de un cierto segmento de línea, una cierta semicuerda. El radio del círculo base es un parámetro básico para la construcción de tales tablas. Históricamente, se han construido varias tablas utilizando diferentes valores para este parámetro. Abryabhaṭa eligió el número 3438 como el valor del radio del círculo base para el cálculo de su tabla senoidal. La razón de la elección de este parámetro es la idea de medir la circunferencia de un círculo en medidas de ángulo. En los cálculos astronómicos, las distancias se miden en grados, minutos, segundos, etc. En esta medida, la circunferencia de un círculo es 360° = (60 × 360) minutos = 21600 minutos. El radio del círculo, cuya medida es de 21600 minutos, es de 21600/2π minutos. Calculando este cociente usando el valor de π = 3.1416 conocido por Aryabhata, se obtiene el radio del círculo como 3438 minutos aproximadamente. La tabla de senos de Āryabhaṭa se basa en este valor para el radio del círculo base. Todavía no se ha establecido quién fue el primero en usar este valor del radio base, pero el Aryabhatiya es el texto más antiguo conocido que contiene una referencia a esta constante básica.
| Sl. No | Ángulo (A) (en grados, minutos de arco) | Valor en la notación numérica de Āryabhaṭa (en Devanagari) | Valor en la notación numérica de Āryabhaṭa (en la transliteración ISO 15919) | Valor en números arábigos | Valor de jya (A) según Āryabhaṭa | Valor moderno de jya (A) (3438 × seno (A)) |
| ------ | --------------------------------------- | ---------------------------------------------------------- | ---------------------------------------------------------------------------- | ------------------------- | -------------------------------- | ------------------------------------------ |
| 1      | 03° 45′                                 | मखि                                                         | makhi                                                                        | 225                       | 225′                             | 224.8560                                   |
| 2      | 07° 30′                                 | भखि                                                         | bhakhi                                                                       | 224                       | 449′                             | 448.7490                                   |
| 3      | 11° 15′                                 | फखि                                                         | phakhi                                                                       | 222                       | 671′                             | 670.7205                                   |
| 4      | 15° 00′                                 | धखि                                                         | dhakhi                                                                       | 219                       | 890′                             | 889.8199                                   |
| 5      | 18° 45′                                 | णखि                                                         | ṇakhi                                                                        | 215                       | 1105′                            | 1105.1089                                  |
| 6      | 22° 30′                                 | ञखि                                                         | ñakhi                                                                        | 210                       | 1315′                            | 1315.6656                                  |
| 7      | 26° 15′                                 | ङखि                                                         | ṅakhi                                                                        | 205                       | 1520′                            | 1520.5885                                  |
| 8      | 30° 00′                                 | हस्झ                                                        | hasjha                                                                       | 199                       | 1719′                            | 1719.0000                                  |
| 9      | 33° 45′                                 | स्ककि                                                        | skaki                                                                        | 191                       | 1910′                            | 1910.0505                                  |
| 10     | 37° 30′                                 | किष्ग                                                        | kiṣga                                                                        | 183                       | 2093′                            | 2092.9218                                  |
| 11     | 41° 15′                                 | श्घकि                                                        | śghaki                                                                       | 174                       | 2267′                            | 2266.8309                                  |
| 12     | 45° 00′                                 | किघ्व                                                        | kighva                                                                       | 164                       | 2431′                            | 2431.0331                                  |
| 13     | 48° 45′                                 | घ्लकि                                                        | ghlaki                                                                       | 154                       | 2585′                            | 2584.8253                                  |
| 14     | 52° 30′                                 | किग्र                                                        | kigra                                                                        | 143                       | 2728′                            | 2727.5488                                  |
| 15     | 56° 15′                                 | हक्य                                                        | hakya                                                                        | 131                       | 2859′                            | 2858.5925                                  |
| 16     | 60° 00′                                 | धकि                                                         | dhaki                                                                        | 119                       | 2978′                            | 2977.3953                                  |
| 17     | 63° 45′                                 | किच                                                         | kica                                                                         | 106                       | 3084′                            | 3083.4485                                  |
| 18     | 67° 30′                                 | स्ग                                                         | sga                                                                          | 93                        | 3177′                            | 3176.2978                                  |
| 19     | 71° 15′                                 | झश                                                         | jhaśa                                                                        | 79                        | 3256′                            | 3255.5458                                  |
| 20     | 75° 00′                                 | ङ्व                                                         | ṅva                                                                          | 65                        | 3321′                            | 3320.8530                                  |
| 21     | 78° 45′                                 | क्ल                                                         | kla                                                                          | 51                        | 3372′                            | 3371.9398                                  |
| 22     | 82° 30′                                 | प्त                                                         | pta                                                                          | 37                        | 3409′                            | 3408.5874                                  |
| 23     | 86° 15′                                 | फ                                                          | pha                                                                          | 22                        | 3431′                            | 3430.6390                                  |
| 24     | 90° 00′                                 | छ                                                          | cha                                                                          | 7                         | 3438′                            | 3438.0000                                  |

## Método de cálculo de Āryabhaṭa
La segunda sección de Āryabhaṭiya titulada Ganitapādd a contiene una estrofa que indica un método para el cálculo de la tabla sinusoidal. Hay varias ambigüedades en la interpretación correcta del significado de este versículo. Por ejemplo, la siguiente es una traducción del verso dado por Katz en donde las palabras entre corchetes son inserciones del traductor y no traducciones del texto del verso.
- "Cuando la segunda media [cuerda] particionada es menor que la primera media cuerda, que es [aproximadamente igual al] arco [correspondiente], en cierta cantidad, las [diferencias del seno] restantes son menores [que las anteriores] cada una por esa cantidad de esto dividido por la primera media cuerda".

Esto puede referirse al hecho de que la segunda derivada de la función seno es igual al negativo de la función seno. 